# Svenska kapsylfabriken

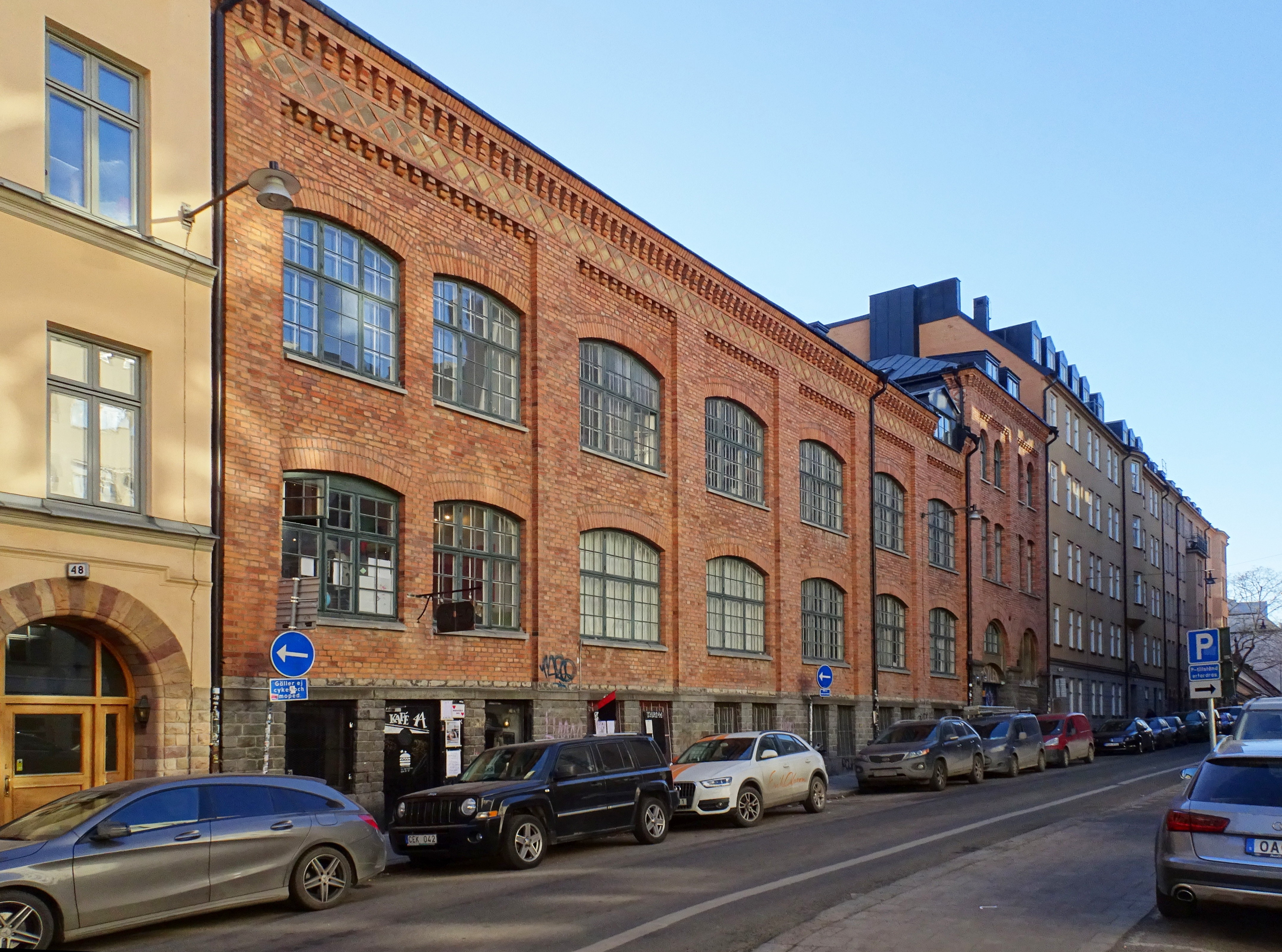
Före detta Svenska kapsylfabriken, 2017.

Svenska kapsylfabriken (kallas även Stockholms kapsylfabrik) är en industribyggnad vid Tjärhovsgatan 44–46 på Södermalm i Stockholm.  Anläggningen byggdes 1899–1900 efter ritningar av arkitektfirman Ullrich & Hallquisth och inhyser idag arbetskollektivet Kapsylen. Byggnaden är grönklassad av Stockholms stadsmuseum vilket betyder att bebyggelsen är särskilt värdefull från historisk, kulturhistorisk, miljömässig eller konstnärlig synpunkt.

## Historik

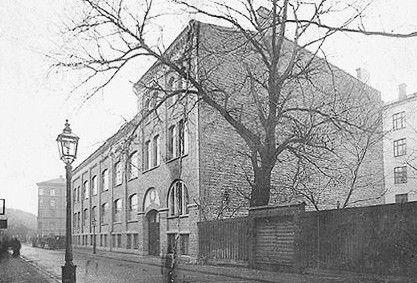
Byggnaden ca 1900.

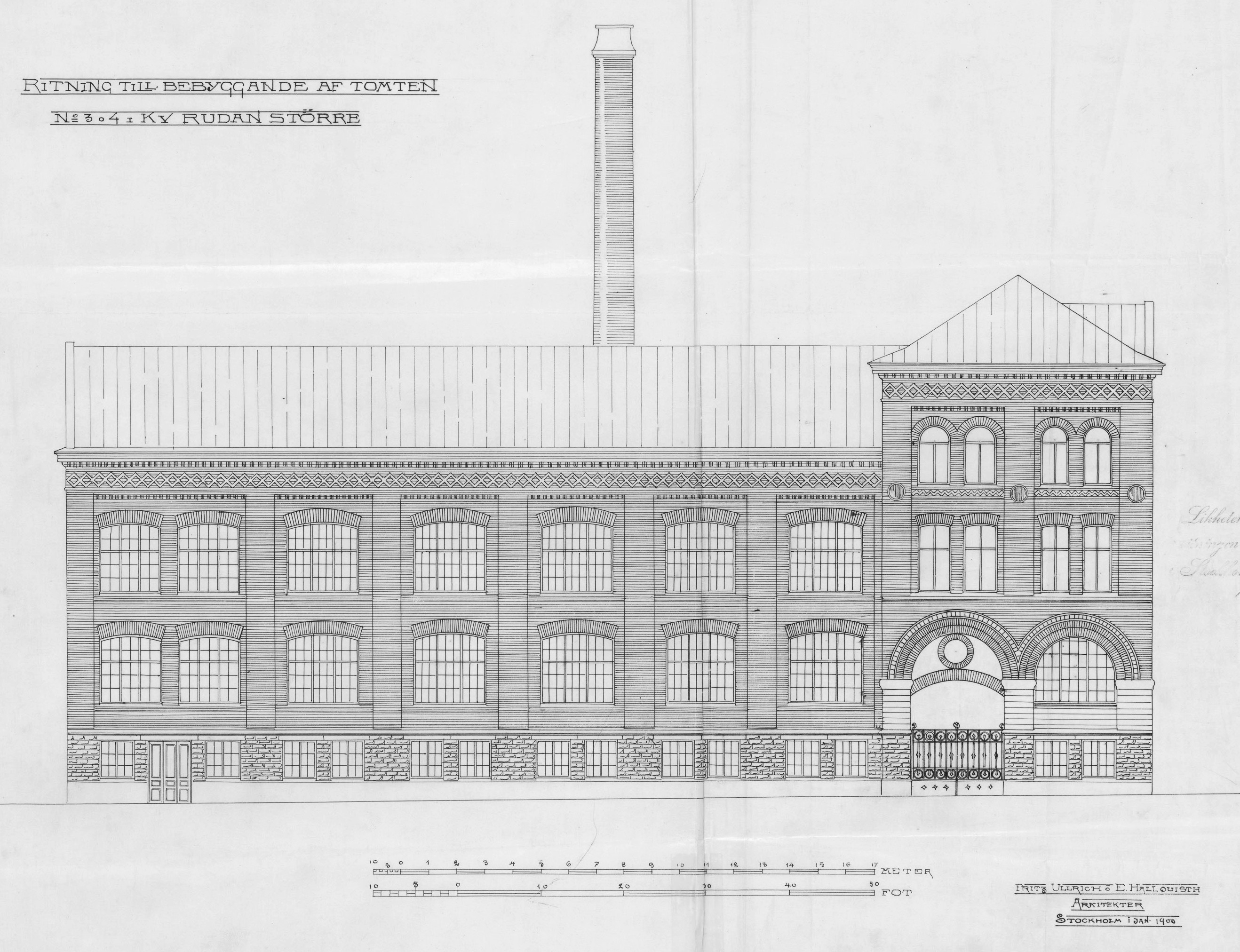
Ullrich & Hallquisths fasadritning, 1900.

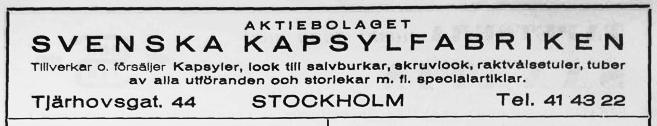
Kapsylfabrikens annons 1935.

Fabriksanläggningen uppfördes mellan 1899 och 1900 på en närmast obebyggd tomt i kvartert Rudan större vid Tjärhovsgatan. Byggherre var Aktiebolaget Svenska Kapsylfabriken som anlitade arkitekterna Ullrich Fritz och Edvard Hallquisth att rita fabriken medan byggmästare var Carl August Olsson.  
Kapsylfabriken är en röd tegelbyggnad i två våningar med källarvåning. Byggnaden accentueras av en högre byggnadskropp i tre våningar åt väster, här finns portiken till bakgården. Sockeln utfördes i grovhuggen granit och gatufasaden gestaltades omsorgsfullt med bland annat mönstermurning, lisenindelning och en konsolburen taklist med tegelfris och dekorativa, gulputsade fält. Fönster och portaler utfördes bågformade. Mot gården utfördes fasaden något enklare. På bakgården reste sig en hög fabriksskorsten som var murad i gult tegel, den revs i början av 1970-talet. 
Stilen kallas rohbau och användes gärna under 1800-talets slut för industribyggnader. Under projekteringens gång måste Ullrich & Hallquisth ha ändrat sig. En tidigare fasadritning från 1899 visar ett helt annat förande med raka linjer och putsade fasader. 
Husets disposition kunde lätt avläsas på utsidan. I källarvåningen stod bland annat ångpannan som drev maskinerna. I de båda våningarna i lågdelen fanns själva tillverkningen. Här tillverkades och målades kapsyler och staniolpapper som såldes till vinhandlare över hela Sverige och senare statliga Vin- & Spritcentralen. Till produktutbudet hörde även lock till salvburkar, tuber och diverse skruvlock. I högdelen låg kontor och administration. På 1920-talet hade Svenska kapsylfabriken cirka 50 anställda.

### Efter kapsyltillvekningens slut
Tillverkningen av kapsyler fortsatte fram till 1966, därefter disponerades lokalerna av olika småföretagare, bland annat ett tryckeri och Bromma kassaskåpsfabrik. 1976 hyrdes ett av våningsplanen av olika alternativa teatergrupper, arkitekter, fotografer och konstnärer. I oktober 1978 förvärvade dessa hela fastigheten för 1,5 miljoner kronor. Sedan dess drivs här arbetskollektivet Kapsylen.

## Bilder

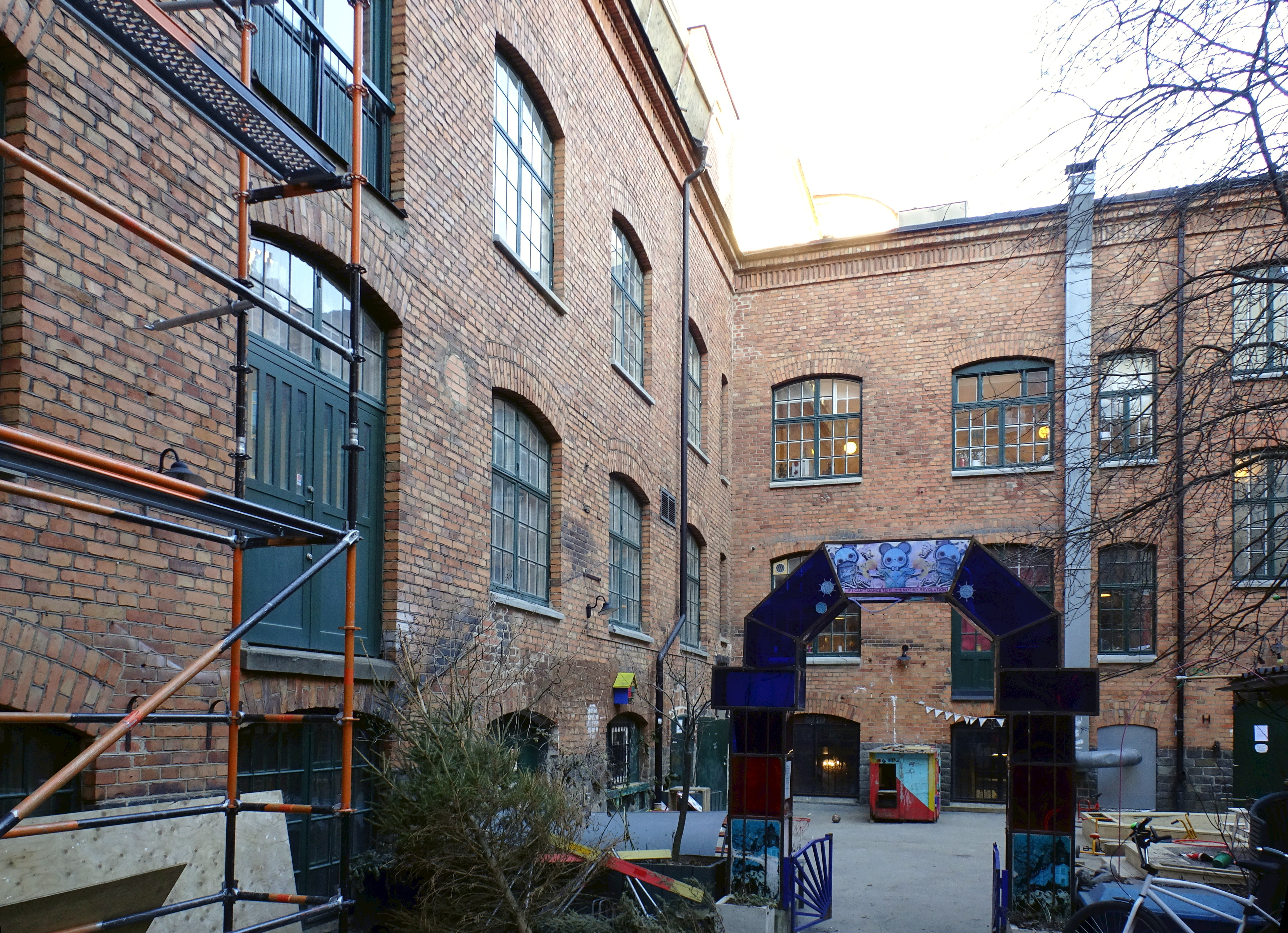
Fasad mot bakgården.
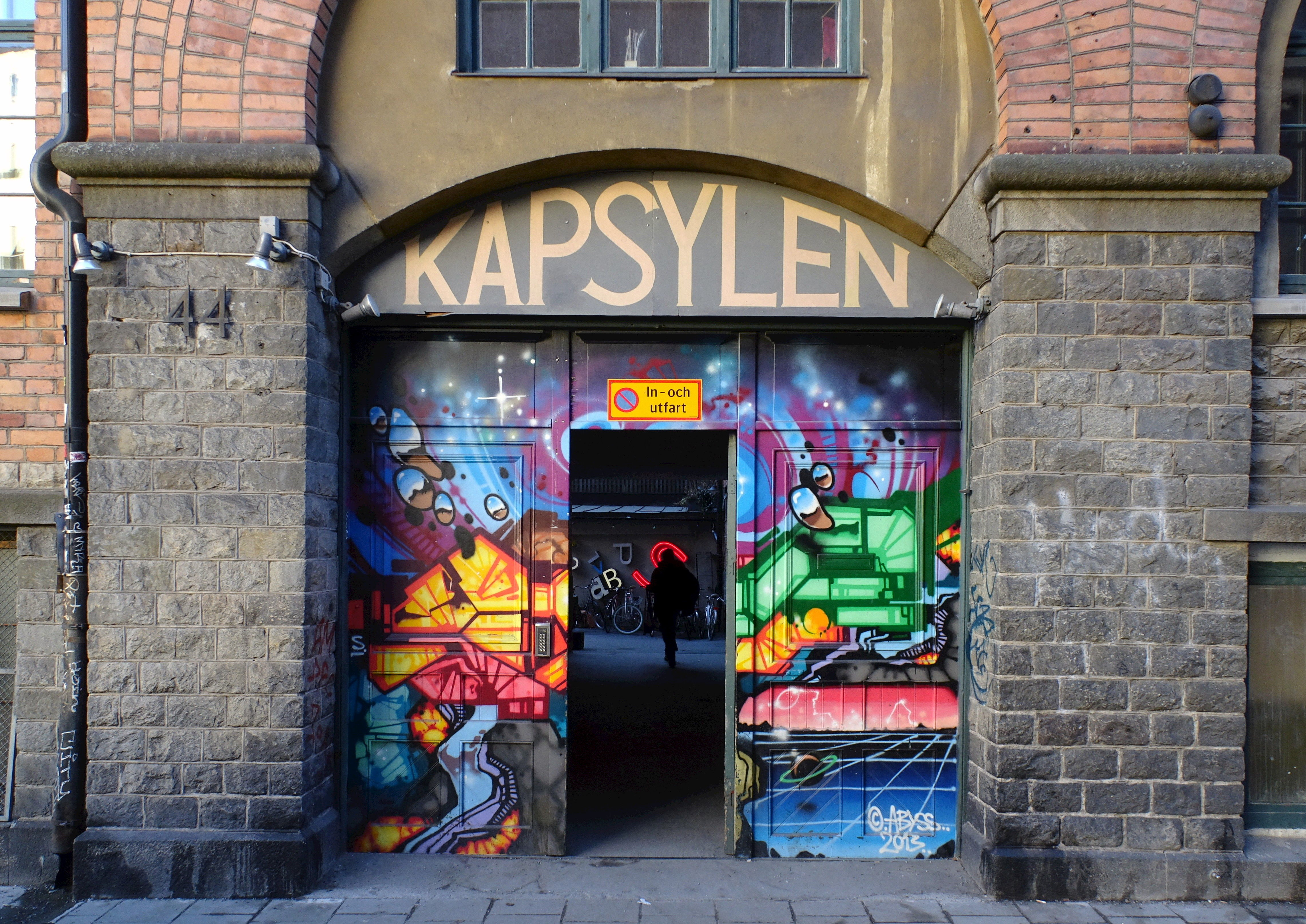
Portiken.
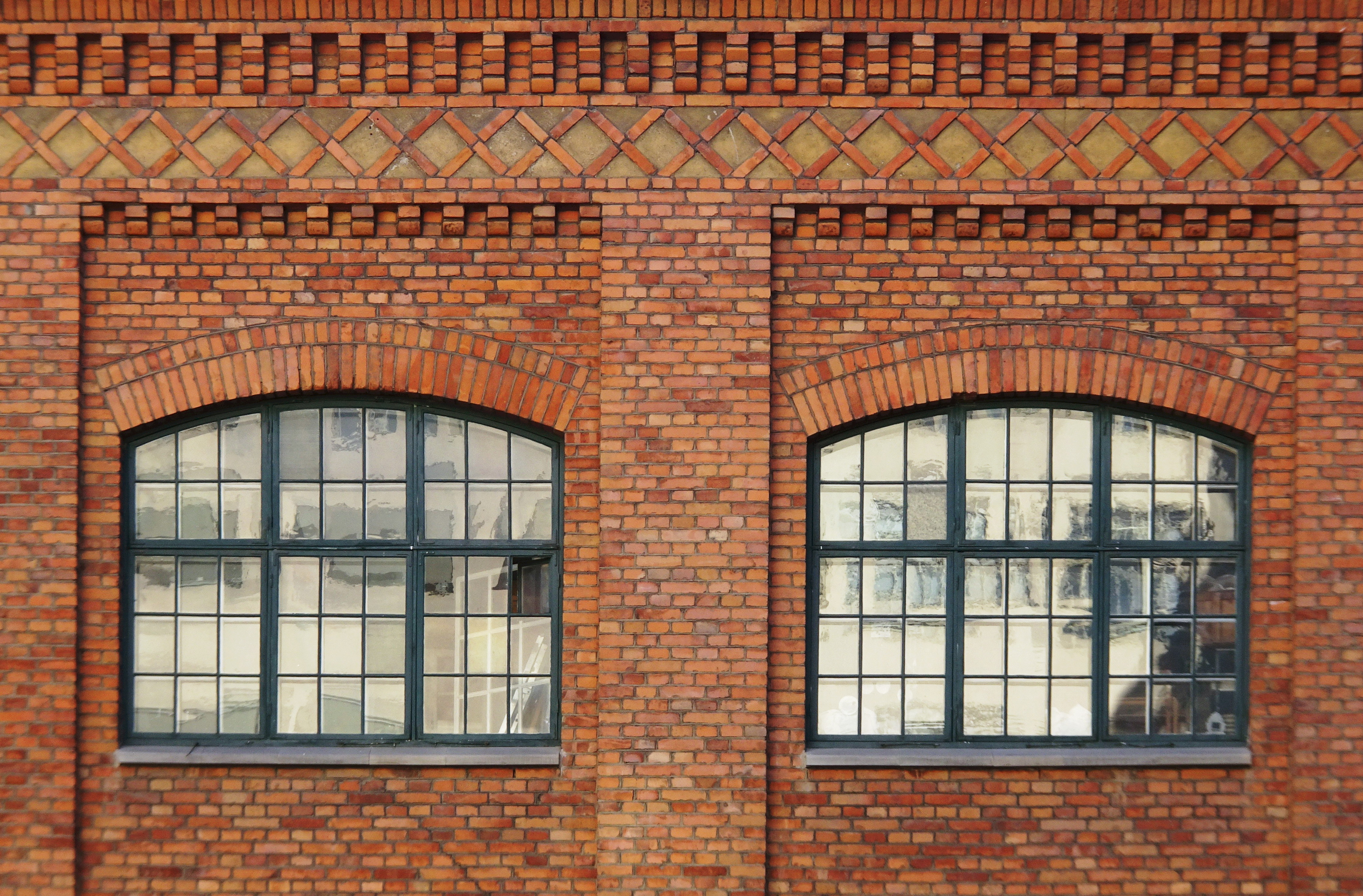
Fasaddetalj.
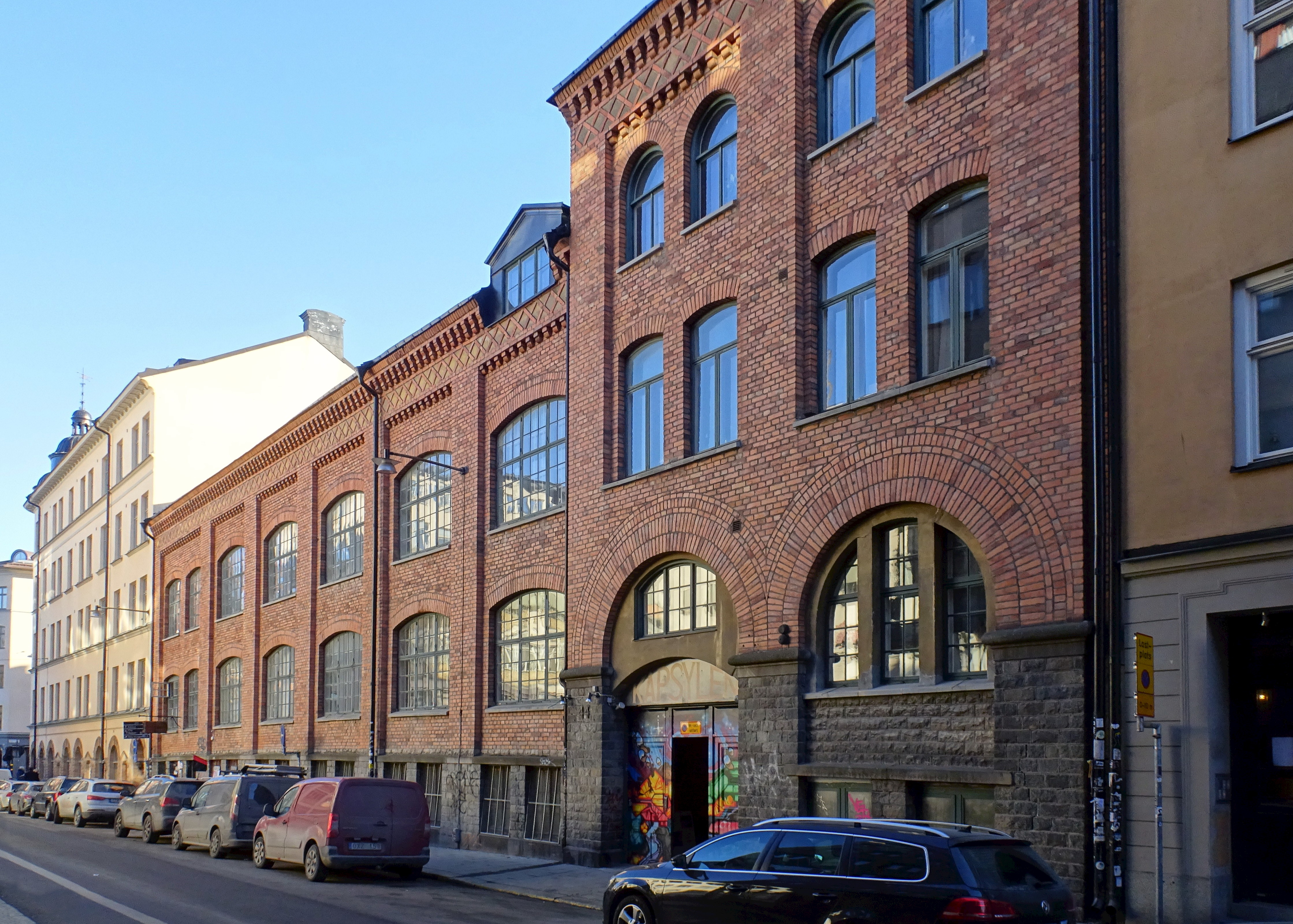
Fasad mot Tjärhovsgatan.